# شیرین‌آباد گچان
شیرین‌آباد گچان، روستایی از توابع بخش مرکزی و دهستان چمزی شهرستان ملکشاهی در استان ایلام ایران است.

## جمعیت
این روستا در دهستان گچی قرار دارد و براساس سرشماری مرکز آمار ایران در سال ۱۳۸۵، جمعیت آن ۴۳۴ نفر (۵۸خانوار) بوده‌است.